# Escola Superior de Música de Lisboa
A Escola Superior de Música de Lisboa (ESML), foi criada em 1983, como resultado da reconversão operada no Conservatório Nacional, competindo-lhe a leccionação do ensino superior então criado nesta área e gozando de autonomia artística, científica e pedagógica. Localiza-se no Campus de Benfica do Instituto Politécnico de Lisboa.

## História
Em 1985 foi integrada no Instituto Politécnico de Lisboa (IPL).
No ano lectivo de 1986/87 iniciaram-se os primeiros cursos de bacharelato, bem como as primeiras actividades de extensão cultural. Em 1990, os cursos superiores leccionados no Instituto Gregoriano de Lisboa foram integrados na ESML formando o Departamento de Estudos Superiores Gregorianos da ESML.
Desde 1983 até 1995 a ESML foi dirigida por uma Comissão Instaladora; com a homologação dos seus estatutos, terminou o período de instalação, passando a gozar desde esse ano de autonomia administrativa e financeira.
A partir de então, a Escola é dirigida por um Director, eleito pela Assembleia de Representantes. São também órgãos da Escola o Conselho Científico e o Conselho Pedagógico. Paralelamente foi formada a Associação de Estudantes da ESML.
A sua actividade tem vindo a multiplicar-se através da diversificação de actividades tais como concertos, audições, conferências e seminários quer nas instalações da escola, quer em espaços exteriores, no âmbito do mais diverso tipo de iniciativas.
Actualmente encontram-se já formados na ESML vários Coros, uma Orquestra Sinfónica, uma Orquestra de Sopros, e vários agrupamentos de Música de Câmara cujo repertório abrange obras desde o século XVI até ao século XXI.
A ESML dispõe nas suas instalações de um Centro de Documentação, de uma Secção de Textos e Reprografia, de um Gabinete de Relações Exteriores e de um Estúdio de Música Electroacústica, entre outros tipos de serviços e unidades de apoio.
O novo edifício, da autoria do arquiteto Carrilho da Graça, recebeu o Prémio Valmor e Municipal de Arquitectura de 2008.

## Cursos
- Licenciatura em Música
  - Composição
  - Direcção Coral e Formação Musical
  - Direcção de Orquestra
  - Canto
  - Cordas Dedilhadas
  - Arcos, Sopros e Percussão
  - Música Antiga
  - Piano
  - Órgão
  - Jazz
- Licenciatura em Música na Comunidade
- Licenciatura em Tecnologias da Música
- Mestrado em Música
- Mestrado em Ensino da Música